# José Loaiza
José Loaiza García (San Fernando, 4 de abril de 1958) es un abogado y político español, alcalde de San Fernando desde 2011 a 2015 y presidente del Partido Popular de Cádiz.

## Biografía
Está casado y es padre de dos hijos. Nace en el isleño barrio de Madariaga, en cuyo famoso patio creció junto a sus hermanos y a su madre, una ama de casa y su padre Salvador Loaiza Aragón un trabajador de la EN Bazán. Ingresó en el Ejército y una vez en el mismo comenzó los estudios universitarios de Derecho en la Universidad Nacional de Educación a Distancia (UNED). 
De 2001 a 2011 fue miembro del Consejo de Administración de Unicaja. Su carrera política ha tenido dos fases, la primera de ellas en la ciudad de Cádiz, siendo teniente de alcalde de la ciudad y número dos en el equipo de gobierno de Teófila Martínez, así como concejal de urbanismo.
En las elecciones municipales de 2011, el Partido Popular fue el ganador de las elecciones. 
También ha ocupado cargos más allá de la política municipal. En las elecciones de 2008 fue elegido diputado del Parlamento de Andalucía, puesto que abandonó en junio de 2011 tras ser investido alcalde de San Fernando y elegido presidente de la Diputación Provincial de Cádiz hasta el año 2015, cuando Irene García, del Partido Socialista Obrero Español (PSOE), fue investida presidenta.
Desde agosto de 2022 es Director del Instituto Andaluz de Administración Pública.